# Croton subacutus
Espèce
Croton subacutus est une espèce de plantes à fleurs du genre Croton et de la famille des Euphorbiaceae, présente au Brésil (Minas Gerais).
Il a pour synonymes :
- Croton campestris var. subacutus, Baill., 1864
- Croton pycnotrichus var. lanceolatus Müll.Arg., 1865
- Oxydectes subacuta, (Baill.) Kuntze